# Wild Energy (album)

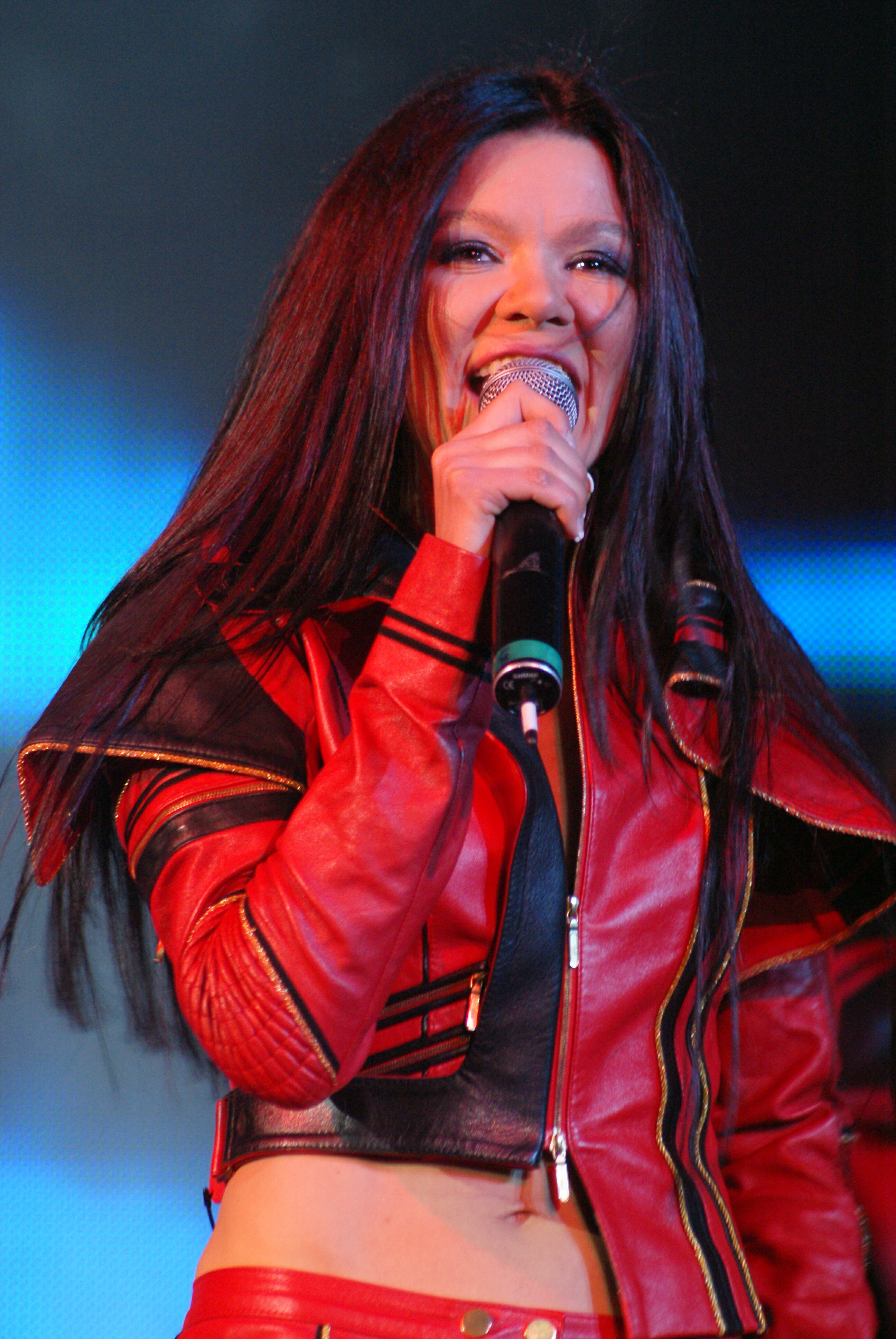
Ruslana

Wild Energy (ukrajinsky Дика енергія, česky Divoká energie) je druhé album Ruslany, které vyšlo v angličtině. 2. září 2008 bylo vydáno v Kanadě a 10. října 2008 v Evropě. Jedná se o anglickou verzi alba Amazonka.

## O albu
Ideové pozadí projektu Wild Energy se odehrává ve městě budoucnosti postiženém globální energetickou krizí, kterou pokládá za mnohem nebezpečnější, než nedostatek ropy nebo plynu. Obyvatelům tohoto syntetického města chybí vůle k životu, energie jejich vlastního srdce.
Klíčovým bylo pro nový projekt Ruslany vydání vědeckofantastické novely Wild Energy. Lana od ukrajinských autorů Maryny a Serhije Ďačenkových v dubnu 2006. Tato kniha posloužila jako základ pro tento projekt. Hlavní hrdinkou novely je blonďatá modrooká Lana, dívka ze syntetického města, jejíž život závisí na pravidelných dodávkách energie do těla. Jednoho dne se rozhodne s touto rutinou skoncovat a začít žít pořádný život.
Děj knihy obsahuje alegorie na současný svět. Dle Ruslany se krize energie srdce dotkne i naší společnosti, pokud nebude vyvíjena a podporována tvůrčí iniciativa. Její projekt upozorňuje na kulturní degeneraci, „energetickou dobu ledovou“ současnosti.
Singl „Wild Energy“ se potom zaměřuje na hlavní hrdinku Lanu, která se zoufale snaží dostat ze syntetického světa.

## Seznam skladeb

### Základní verze
| Wild Energy | Wild Energy                               | Wild Energy                                 | Wild Energy |
| Pořadí      | Název                                     | Autor                                       | Délka       |
| ----------- | ----------------------------------------- | ------------------------------------------- | ----------- |
| 1.          | Wild Energy                               | Ruslana, Roman B, Music Mike, Charles Funk  | 4:01        |
| 2.          | Moon of Dreams (feat. T-Pain)             | Roman B, Music Mike, T-Pain                 | 4:16        |
| 3.          | New Energy Generation                     | Ruslana, Roman B, Music Mike                | 3:24        |
| 4.          | The Girl That Rules (feat. Missy Elliott) | Ruslana, Roman B, Music Mike, Missy Elliott | 3:16        |
| 5.          | I'll Follow The Night                     | Ruslana, Roman B, Music Mike                | 3:16        |
| 6.          | Silent Angel                              | Roman B, Music Mike                         | 3:21        |
| 7.          | Dancing In The Sky                        | Roman B, Music Mike                         | 3:31        |
| 8.          | Heaven Never Makes Us Fall                | Roman B, Music Mike, Ruslana                | 3:35        |
| 9.          | Cry It Out                                | Roman B, Music Mike                         | 3:19        |
| 10.         | Overground                                | Roman B, Music Mike                         | 3:04        |
| 11.         | Heart On Fire                             | Ruslana, Roman B, Music Mike                | 3:32        |
| 12.         | Energy Of Love                            | Ruslana, Roman B, Music Mike                | 3:36        |

### Bonusové skladby speciální edice
| Pořadí | Název                      | Délka |
| ------ | -------------------------- | ----- |
| 13.    | Vidlunňa mrij              | 3:58  |
| 14.    | Moon of Dreams (videoklip) | 4:18  |

### Bulharská edice
| Pořadí | Název                          | Délka |
| ------ | ------------------------------ | ----- |
| 13.    | My Love (feat. Slavi Trifonov) | 4:16  |

## Data vydání
| Region                  | Datum          | Vydavatelství             | Formát                 | Poznámky                          |
| ----------------------- | -------------- | ------------------------- | ---------------------- | --------------------------------- |
| Kanada                  | 2. září 2008   | Warner Bros. Records      | CD, digitální download | —                                 |
| Polsko                  | 29. září 2008  | Warner Bros. Records      | CD                     | —                                 |
| Ukrajina                | 10. října 2008 | EMI                       | CD                     | —                                 |
| Evropská unie           | 10. října 2008 | Warner Bros. Records, EMI | CD                     | —                                 |
| Švýcarsko               | 10. října 2008 | Warner Bros. Records      | CD                     | —                                 |
| Rumunsko                | 18. října 2008 | EMI                       | CD                     | —                                 |
| Čína                    | Listopad 2008  | Warner Bros. Records      | CD                     | —                                 |
| Spojené arabské emiráty | 2008           | EMI                       | CD                     | —                                 |
| Bulharsko               | Prosinec 2008  | EMI, Animato Music        | CD                     | Obsahuje duet se Slavi Trifonovem |
| Rusko                   | 2010           | Warner Bros. Records      | CD                     | Nový seznam skladeb               |